# Cancuncito
Cancuncito es un pequeño montículo de arena ubicado en mar abierto a poca distancia de la Isla de Sacrificios, en Veracruz, dentro de la zona decretada como Reserva arrecifal del centro de Veracruz, que se encuentra formada por la Isla de Sacrificios, la Isla de Enmedio, el arrecife de Anegadilla de Adentro, el arrecife de Anegadilla de Afuera, la isla Verde y Cancuncito, y es una de las reservas arrecifales más importantes en el Golfo de México.
Para llegar a Cancuncito es necesario ir a alguna de las playas cercanas, como las playas de Villa del Mar, y es conveniente abordar una de las lanchas que parten hacia Cancuncito. En ese sitio se puede bajar a mitad del mar, y pararse sobre la arena, que es blanca, donde los peces de colores nadan alrededor rozando los pies.
Cancuncito es una área protegida por Semarnat. Cancuncito es un banco de arena a medio mar, fue formado en el año de 1988, gracias a un huracán llamado Gilberto el cual se formó el 8 de septiembre de 1988 como la depresión tropical #12 de la temporada, cerca de las Islas de Barlovento. Al continuar su desplazamiento sobre las aguas cálidas de 27 °C del Caribe, la depresión se intensificó a tormenta tropical el 9 de septiembre, y recibió su nombre.
Antes de que este huracán tocara parte del Golfo de México, Cancuncito era un arrecife de corales exóticos y especies marinas, al tocar aguas del Golfo de México, este huracán provocó corrientes profundas, arrastrando consigo toneladas de arena del fondo del mar y provocando a su vez fuertes olas.
Estas olas iban con dirección a los arrecifes veracruzanos, destruyendo a su paso una parte del arrecife de pájaros, quedando la arena almacenada en lo que hoy se le conoce como Cancuncito.
Habiendo cesado las marejadas unos pescadores arribaron al mar en busca de peces y pulpos para su venta, fueron con dirección al arrecife de pájaros y su sorpresa fue que esa parte del arrecife había desaparecido, dieron aviso a las autoridades y ellos decretaron que había sido destruido por el huracán.
Hoy en día Cancuncito, es una hermosa playa oculta en las aguas del Puerto de Veracruz, la cual se aprecia de enero a mayo, y de junio a septiembre es poco visible su esplendor y en temporadas de invierno se oculta totalmente, hoy en día Cancuncito es una zona turística visitada por todo el mundo ya que sus aguas son cristalinas y muy limpias, por lo cual el turismo puede practicar el snorkel y nadar con peces de colores, ya que su profundidad no rebasa los 3 metros en zona de playa, lo más profundo son 10 metros.